# Аржикур (Ен)
Аржикур (фр. Hargicourt) насеље је и општина у североисточној Француској у региону Пикардија, у департману Ен (Пикардија) која припада префектури Сен Кентен.
По подацима из 2011. године у општини је живело 565 становника, а густина насељености је износила 69,58 становника/km². Општина се простире на површини од 8,12 km². Налази се на средњој надморској висини од 140 метара (максималној 151 m, а минималној 102 m).

## Демографија
| 1962. | 1968. | 1975. | 1982. | 1990. | 1999. | 2011. |
| ----- | ----- | ----- | ----- | ----- | ----- | ----- |
| 498   | 559   | 561   | 540   | 557   | 559   | 565   |

График промене броја становника у току последњих година